# Uberabatitan riberoi
L'uberabatitan (Uberabatitan riberoi) è un dinosauro erbivoro appartenente ai sauropodi. Visse alla fine del Cretaceo superiore (circa 68 milioni di anni fa) e i suoi resti fossili sono stati ritrovati in Brasile.

## Classificazione
Questo dinosauro è stato descritto per la prima volta nel 2008 sulla base di numerosi resti fossili comprendenti vertebre, parte della pelvi e ossa delle zampe. È stato attribuito con certezza al gruppo dei titanosauri, un grande gruppo di dinosauri sauropodi tipici del Cretaceo, diffusi particolarmente nei continenti meridionali. Non è chiaro quale fosse la precisa posizione filogenetica di Uberabatitan, ma sembra che fosse un titanosauro relativamente evoluto. I fossili sono stati ritrovati nella formazione Marilia, del gruppo Bauru nello stato brasiliano di Minas Gerais. Lo stesso gruppo geologico ha prodotto altri resti di titanosauri, provenienti però da livelli un poco più antichi: Baurutitan e Trigonosaurus. 